# Gráinne (nome)
Gráinne  è un nome proprio di persona irlandese femminile.

## Varianti

Il nome scritto in caratteri gaelici

- Femminili: Grania[1][2], Granya[1][2], Granie[2], Grany[2], Granny[2]

## Origine e diffusione

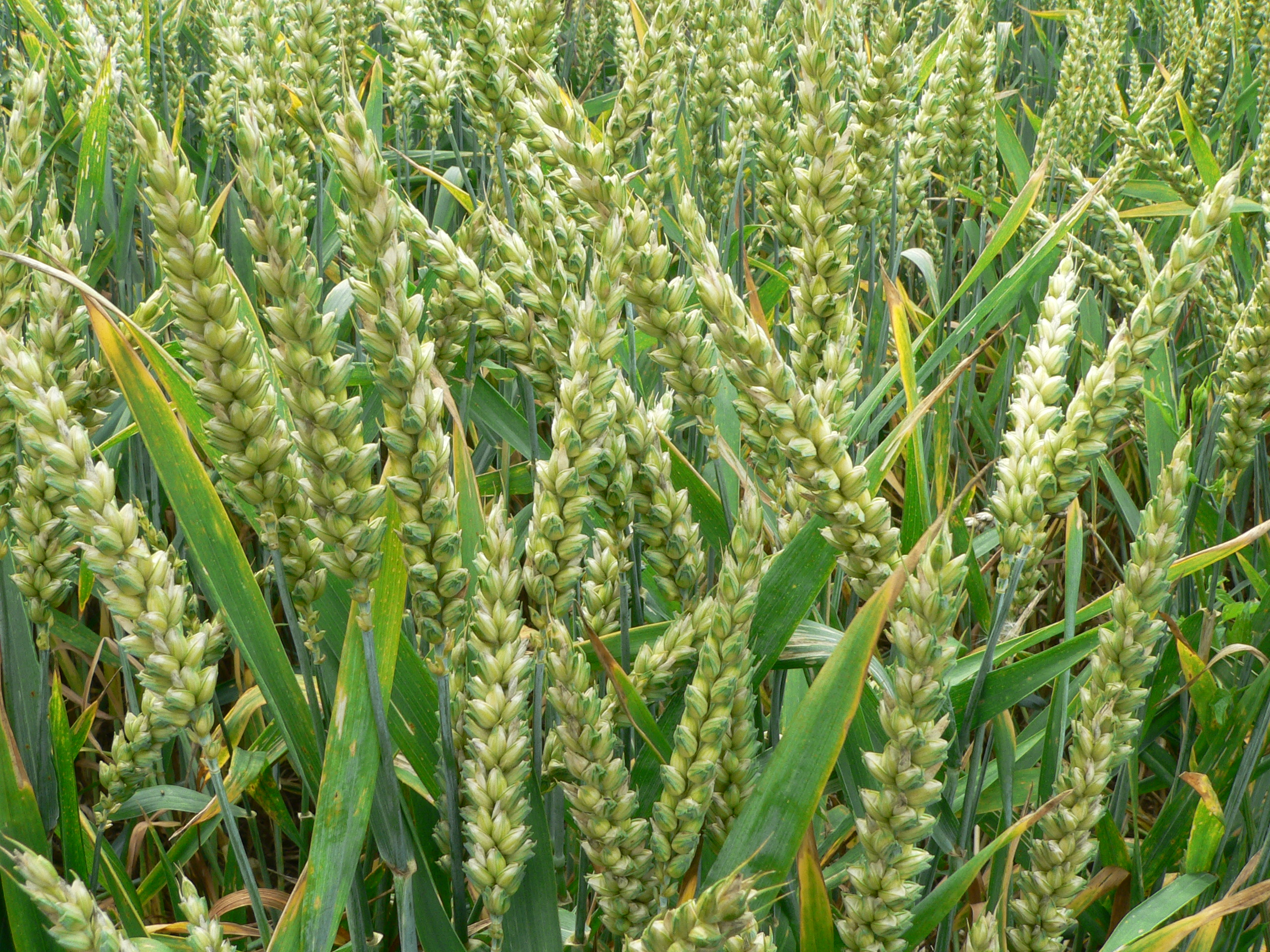
Del grano tenero ad Auvers-sur-Oise

Di origine non del tutto certa, è probabilmente basato sul termine gaelico grán, "grano", "chicco di grano" (significato che il termine gráinne ha tuttora in scozzese). È quindi affine, per semantica, al nome ungherese Árpád. Viene comunque ricondotto di frequente anche a gráidh, "amore", oppure a grían, "sole". Nel XVII secolo veniva "tradotto" in inglese usando il nome Grace.
È presente nella mitologia irlandese, dove è portato sia da Gráinne, la divinità del raccolto, che da Gráinne, l'amata di Diarmuid che venne promessa in sposa a Fionn mac Cumhaill.

## Onomastico
Il nome è adespota, cioè non è portato da alcuna santa, pertanto l'onomastico ricade il 1º novembre, ad Ognissanti.

## Persone
- Gráinne Ní Mháille, vero nome di Grace O'Malley, rivoluzionaria e pirata irlandese
- Grainnè Hambly, musicista irlandese
- Grainne Murphy, nuotatrice irlandese